# Mlynářovice (Plánice)
Mlynářovice jsou malá vesnice, část města Plánice v okrese Klatovy v Plzeňském kraji. Nachází se asi pět kilometrů severně od Plánice. Mlynářovice jsou také název katastrálního území o rozloze 1,61 km².

## Historie
První písemná zmínka o vesnici pochází z roku 1362.

## Obyvatelstvo
| Rok            | 1869 | 1880 | 1890 | 1900 | 1910 | 1921 | 1930 | 1950 | 1961 | 1970 | 1980 | 1991 | 2001 | 2011 | 2021 |
| -------------- | ---- | ---- | ---- | ---- | ---- | ---- | ---- | ---- | ---- | ---- | ---- | ---- | ---- | ---- | ---- |
| Počet obyvatel | 164  | 136  | 156  | 138  | 174  | 132  | 121  | 73   | 73   | 53   | 53   | 46   | 39   | 31   | 28   |
| Počet domů     | 23   | 22   | 27   | 23   | 24   | 24   | 25   | 24   | 18   | 14   | 15   | 20   | 21   | 21   | 21   |

## Obecní správa
Při sčítání lidu v letech 1850–1876 Mlynářovice byly osadou obce Němčice v okrese Klatovy. V letech 1877–1960 byly osadou obce Mlýnské Struhadlo v okrese Klatovy. V letech 1961–1975 byly částí obce Újezd u Plánice v okrese Klatovy. Od 1. ledna 1976 jsou částí města Plánice v okrese Klatovy. Poté se Mlýnské Struhadlo opět osamostatnilo, ale Mlynářovice již zůstaly součástí Plánice.

## Galerie

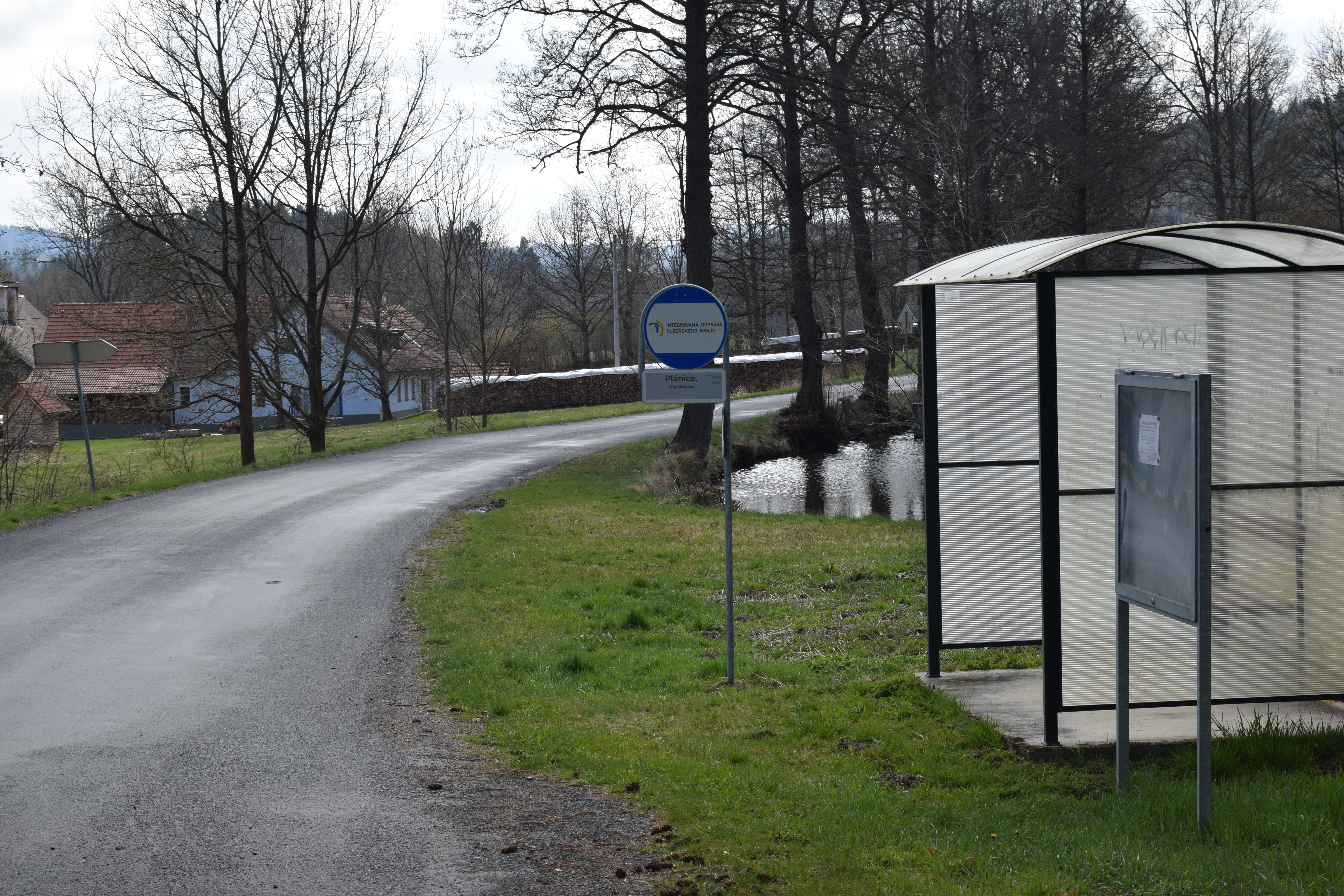
Zastávka autobusu
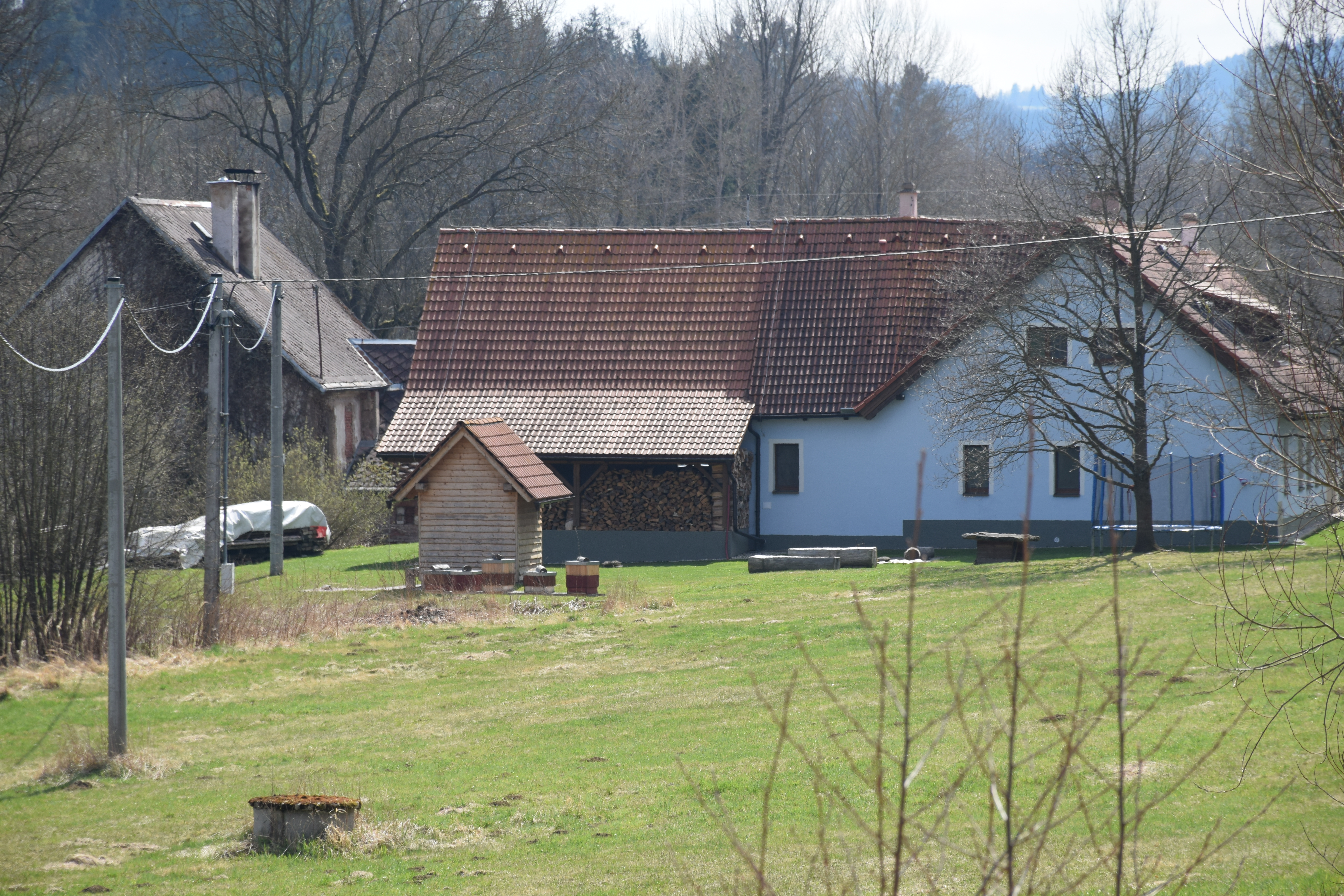
Statek
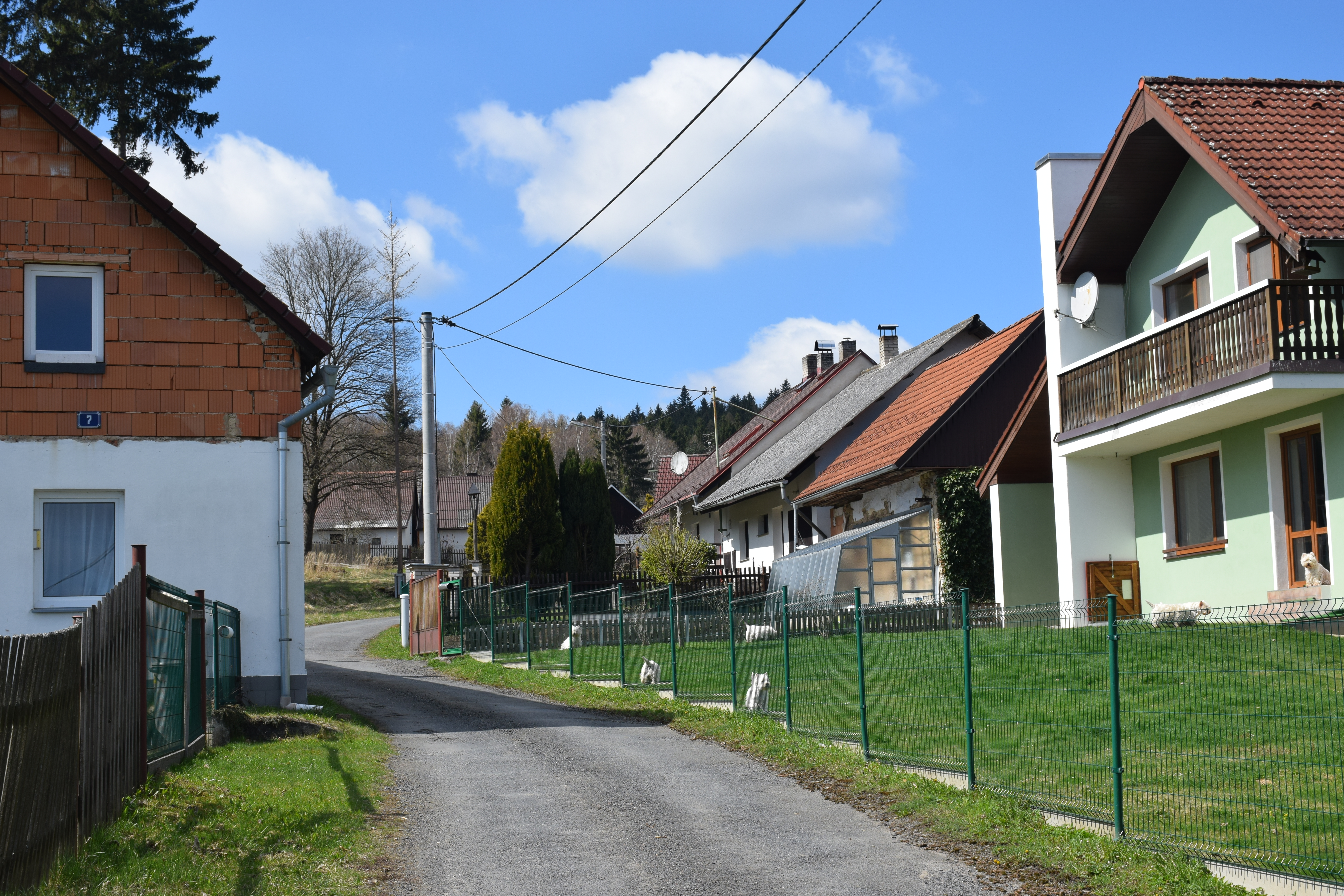
Pohled do vsi